# Lista de unidades federativas do Brasil por emissões de dióxido de carbono
Esta é uma lista das unidades federativas do Brasil por emissões de dióxido de carbono, de certas formas de atividade humana, segundo dados do Sistema de Estimativas de Emissões e Remoções de Gases de Efeito Estufa (SEEG), do Observatório do Clima, em 2021.
Os dados consideram os cinco setores que são fontes de emissões de dióxido de carbono (CO2): mudança do uso da terra e floresta, agropecuária, energia, processos industriais e resíduos, em megatoneladas de CO2 por ano. O total das emissões no Brasil foi 2,423 bilhões de toneladas brutas de carbono em 2021 – um aumento de 40% em relação a 2010 (1,721 Bt).
Segundo o Observatório do Clima, a unidade federativa com a maior emissão de dióxido de carbono em 2021 foi o estado do Pará com 447.927.368,14 milhões de toneladas de CO2 alocadas, seguido de Mato Grosso (269.374 mtCO2). O estado do Amapá teve a menor emissão registrada (4.555 mtCO2), seguido do Distrito Federal (7.288 mtCO2).

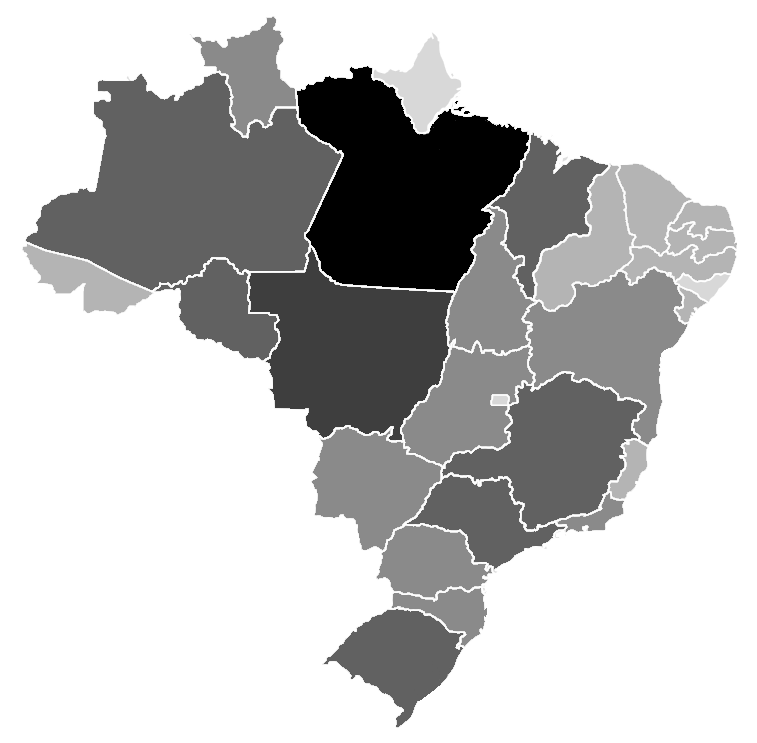
Mapa das unidades da federativas do Brasil por milhões de toneladas de emissão de dióxido de carbono (Mt CO_{2}) em 2021.
> 400
200 – 399
100 – 199
50 – 99
10 – 49
< 10

## Classificação de emissões de CO2por unidade federativa
| Posição | Unidade Federativa  | Emissões de CO2 (Mt CO2) 2021 |
| ------- | ------------------- | ----------------------------- |
| 1       | Pará                | 447.927.368                   |
| 2       | Mato Grosso         | 269.374.502                   |
| 3       | Minas Gerais        | 168.233.652                   |
| 4       | São Paulo           | 156.729.714                   |
| 5       | Amazonas            | 138.845.370                   |
| 6       | Rondônia            | 137.889.790                   |
| 7       | Maranhão            | 117.153.449                   |
| 8       | Rio Grande do Sul   | 107.764.638                   |
| 9       | Goiás               | 92.896.270                    |
| 10      | Paraná              | 86.285.774                    |
| 11      | Mato Grosso do Sul  | 81.499.353                    |
| 12      | Bahia               | 81.201.147                    |
| 13      | Rio de Janeiro      | 73.160.127                    |
| 14      | Roraima             | 61.577.269                    |
| 15      | Santa Catarina      | 59.090.559                    |
| 16      | Tocantins           | 56.648.512                    |
| 17      | Acre                | 43.995.706                    |
| 18      | Espírito Santo      | 33.371.682                    |
| 19      | Ceará               | 28.024.417                    |
| 20      | Pernambuco          | 25.429.878                    |
| 21      | Piauí               | 15.560.077                    |
| 22      | Paraíba             | 12.873.873                    |
| 23      | Sergipe             | 10.637.112                    |
| 24      | Rio Grande do Norte | 9.970.669                     |
| 25      | Alagoas             | 9.063.323                     |
| 26      | Distrito Federal    | 7.288.642                     |
| 27      | Amapá               | 4.555.255                     |
| -       | Brasil              | 2.422.625.065                 |

## Nota
As estimativas de Emissões e Remoções de Gases de Efeito Estufa são geradas segundo as diretrizes do Painel Intergovernamental sobre Mudanças Climáticas (IPCC), com base na metodologia dos Inventários Brasileiros de Emissões e Remoções Antrópicas de Gases do Efeito Estufa, elaborado pelo Ministério da Ciência, Tecnologia e Inovação (MCTI), e em dados obtidos junto a relatórios governamentais, institutos, centros de pesquisa, entidades setoriais e organizações não governamentais, publicado na Nature Database. A metodologia dos cálculos é pública.